# Elliot Goldenthal
Elliot Goldenthal (Brooklyn, Nova Iorque, 2 de Maio de 1954) é um compositor norte-americano.

## Carreira
Ele trabalhou com a colaboração dos cineastas tais como: Neil Jordan e Julie Taymor.
Desde em 1994, Goldenthal e Jordan fizeram a parceria nos filmes tais como:
- Entrevista com o Vampiro (Interview with the Vampire) (1994)
- Michael Collins (Michael Collins) (1996)
- O Rapaz do Talho (The Butcher Boy) (1997)
- Premonição (In Dreams) (1999)
- O Bom Ladrão (The Good Thief) (2002)

Desde em 1999, Goldenthal trabalhou com a sua mulher Julie Taymor tais como:
- Titus (Titus) (1999)
- Frida (Frida) (2002)
- Across the Universe (Across the Universe) (2007)
- A Tempestade (The Tempest) (2010)

Em 2003, Goldenthal ganhou um Óscar para Melhor Orquestração do filme da sua mulher Julie Taymor, a biografia da pintora mexicana Frida Kahlo: Frida (Frida) (2002).

## Vida pessoal
Atualmente, Goldenthal é casado com a cineasta americana Julie Taymor.